# Riss (Klettern)

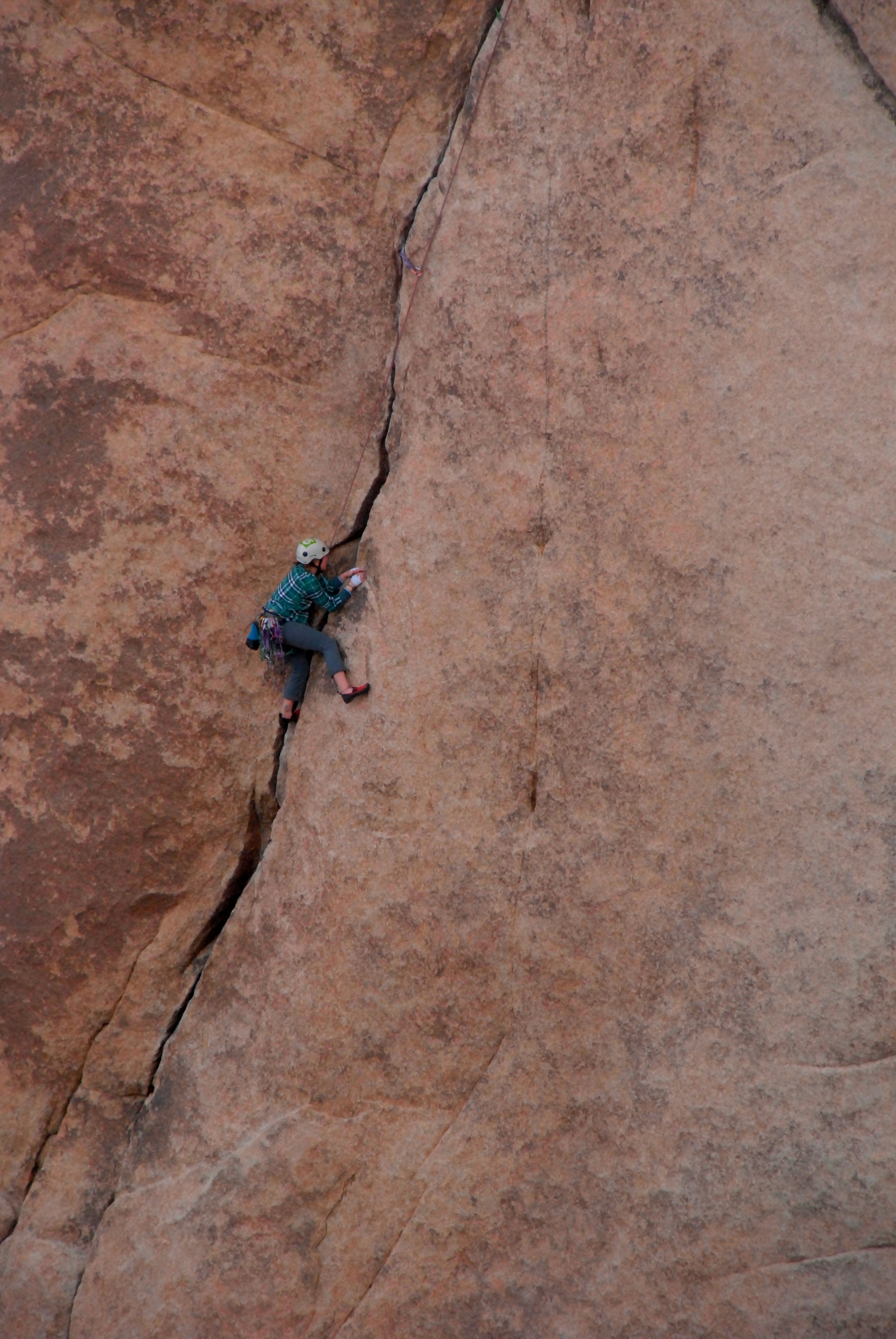
Rissklettern

Risse sind Felsspalten. Sie können beim Klettern zur Fortbewegung sowie zur Absicherung genutzt werden. Risse können dabei sowohl horizontal, vertikal als auch diagonal verlaufen.
Der Übergang von einem Riss zu einem Kamin ist fließend, meist bezeichnet man Spalten bis zu einer Breite von etwa 0,4 Metern als Riss, alle breiteren als Kamine.

## Risse zur Fortbewegung
Risse werden beim Klettern zur Fortbewegung genutzt, häufig erfordern sie spezielle Rissklettertechniken.
Man unterscheidet Risse nach der Breite und der jeweils daraus folgenden, anzuwendenden Klettertechnik. Der Name des Risses beschreibt jeweils den Körperteil, der maximal im Riss verklemmt werden kann. Die Übergänge sind dabei fließend.
- Fingerriss
- Handriss
- Schulterriss
- Körperriss – hier beginnt der Übergang zum Kamin.

## Risse zur Absicherung

Skizze eines Friends in einem Riss

In vielen nicht durch Bohr- oder Klebehaken abgesicherten Routen bieten Risse die einzige Möglichkeit, zuverlässige Zwischensicherungen zu legen. Dazu werden unter anderem Klemmkeile, Klemmgeräte und Knotenschlingen genutzt. Die Möglichkeit, mobile Sicherungsmittel zu verwenden, sowie die Haltekraft solcher Zwischensicherungen sind dabei durch die Breite, Form und Oberflächenbeschaffenheit der Risse limitiert.

## Bedeutung
Risse nahmen – wie auch Kamine – in der Frühzeit des Klettersports eine wichtige Rolle bei der Erschließung neuer Wände ein, da mit damaliger Technik und Ausrüstung nur hier ein vernünftiges Vorankommen möglich war. Viele frühe Freikletterrouten folgen dementsprechend Risssystemen (z. B. die Pumprisse von Reinhard Karl und Helmut Kiene, erste alpine Kletterroute im VII. Schwierigkeitsgrad).
In manchen Klettergebieten – wie beispielsweise dem Nördlichen Frankenjura – spielen Risse heutzutage zumindest in den oberen Schwierigkeitsgraden kaum noch eine Rolle, während sich in anderen Gebieten eine Vielzahl von Routen in oder an Rissen bewegen. Dies ist vor allem in Sandsteingebieten wie der Sächsischen Schweiz oder Granitgebieten wie dem Yosemite Valley der Fall.